# 四個10A的少年
四個10A的少年（現名《四個狀元的背後》）由君比創作、山邊社出版的書籍。本書主要是講述四位來自草根的會考生，如何以自己的奮鬥，為自己、學校和家庭創造奇蹟。

## 背景
2002年8月，作者因在香港會考放榜後翌日的報章上讀到一篇又人一篇令人感動的報道，不少草根出身的學生都可以以自己的努力創造奇蹟。這些報導令作者想到無論家庭貧乏其實也是他們的推動力。於是作者認為，他們的勵志故事，有助鼓勵青少年努力向上。

## 內容撮要
故事起始於《真報》記者梁煥兒，在香港會考放榜那天，被老總臨危受命下到秀茂坪的下三流學校，林月靈中學採訪。煥兒一直以為只是老總把學校名弄錯，想不到這所學校竟然一次過出現四位十優狀元，比許多九龍區及港島區的名校還要多。優狀元堯瑤卻把雙手舉起一擋，就像魔鬼看見了閃耀的太陽一樣。她的臉上一顆顆淚珠抖落。旁邊的凱婷隨即遞上紙巾，可是堯瑤卻一手推開，並奪門而出，少鋒也尾隨她一起離開。回到報館後，老總讚揚煥兒，並希望她為每位狀元做一篇專訪，了解他們的讀書心得，從而打擊學生及家長報讀名牌學校及補習社的風氣。

### 曾至東——我的平淡十七年
曾至東是來自中國大陸的新移民，在媽媽懷著他的時候，爸爸已經隻身來香港工作。在五歲時，爸爸從內地帶至東來港定居，至東卻不願離開媽媽，在火車站大哭大鬧，不肯隨爸爸上車。於是，爸爸便哄他並承諾在香港和他玩一個星期，如至東仍然不喜歡香港，就帶他回內地。於是，他們走遍全港景點，完全滿足一個孩子的要求。爸爸以一個月的工資，換來孩子一星期的開心及死心塌地留在香港的想法。小五的時候，媽媽獲批來港，一家人終於可以團聚。可惜時間只有八個月。在那年的中秋節翌日，爸爸在往照相店途中，在巴士站心臟病發，不幸逝世。
在收拾哀傷後，由於家中的積蓄大部分用於辦理爸爸的身後事，只有申請綜援過活。其間，至東在學校遇到家庭同樣遭逢巨變的黃雪芬，互相扶持下，一起發憤向上，努力讀書。

### 甘凱婷——愛是我積極生活的原動力
凱婷的家中原本有6位成員，卻有一半的成員離家而去。有一天，爸爸不慎跌下樓梯，弄傷了腳和脊骨，為解決家中的經濟問題，媽媽及姐姐決定出外工作。從此，家中的吵架聲逐漸增多，且越來越激烈。在某年的8月9日，爸爸陪哥哥回校取會考的成績。可是，哥哥的成績強差人意，哥哥表示不願意再讀書了，而爸爸卻硬要陪他找學校。大家就在街上破口大罵，罵得非常不快，哥哥更離家出走，自此再沒有回過家。一天，家中收到了警察局的電話，說哥哥在網吧工作時，網吧起火，在協助人群疏散時走避不及受傷。兩晚後，哥哥便熬不下去，英年早逝。及後，姊姊亦搬離家中，到距離工作地點較近的地方居住。後來，凱婷的父母更分居，家中更感空蕩蕩。與至東一樣，凱婷也遇到好朋友雪清，並一同在會考中考取佳績。

### 林少鋒——浪子回頭
離家出走、吸煙、打架，都是林少鋒舊日的印記。事緣媽媽把一直疼愛他的爸爸趕跑了。自此，少鋒對媽媽充滿萬分的仇恨。不斷放縱自己，務求令媽媽無地自容。終於，少鋒被趕出校，卻無法找到工作。後來，少鋒與母親和好，亦重新回到校園讀書，並得到了不俗的成績，更結識了女朋友堯瑤，兩口子互相扶持，雙雙成為十優狀元。

### 堯瑤——為何我的路特別難走
原本是一名幸福快樂的小女孩，父親是一名影視紅星。堯瑤小時候經常出現在電視節目中，並得到同學們的羨慕。可惜好景不常，父親人氣不再，加上家中周轉不靈，令一向慈祥的父親終日酗酒，並向堯瑤施以暴力。最後，父母拋棄了她，加上受到雜誌記者傷害，令她非常害怕陌生人，直至遇上了少鋒，她才打開被自己封閉的內心。

## 寫作目的
作者希望透過本書，向青少年們打氣，鼓勵讀書面對困難和壓力的同時，勇於面對，孕育出非凡的毅力和鬥志，為自己開出一條光明的大道。

## 主角
- 梁煥兒

《真報》記者，負責採訪四名十優狀元，並在首次採訪時趕跑了堯瑤。
- 曾至東

十優狀元，出身於綜援及單親家庭，是第一名主動聯絡煥兒的人。
- 甘凱婷

十優狀元，出身於單親家庭。雖然有一個大家庭，可是卻支離破碎。
- 林少鋒

十優狀元，出身於綜援及單親家庭，有一個鮮為人知的過去，並與現在大相逕庭。
- 堯瑤

十優狀元，出第於小康之家，卻被父母拋棄，一直封閉自己的內心。

## 外部連結
- 君比網址
- 四個10A的少年
- 四個10A的少年- 新雅文化事業有限公司（页面存档备份，存于）